# One Piece: Grand Battle!
Pour le jeu vidéo sorti sur PlayStation 2 et GameCube en 2005, voir Shonen Jump's One Piece: Grand Battle.
One Piece: Grand Battle! () est un jeu vidéo de combat développé par Ganbarion et édité par Bandai le 15 mars 2001 sur PlayStation.